# کوه آرایات
کوه آرایات (به لاتین: Mount Arayat) یک منطقهٔ مسکونی در فیلیپین است که در سنترال لوزون واقع شده‌است. کوه آرایات ۱٬۰۳۳ متر بالاتر از سطح دریا واقع شده‌است.